# Fargesia exposita
Fargesia exposita är en gräsart som beskrevs av Tong Pei Yi. Fargesia exposita ingår i släktet bergbambusläktet, och familjen gräs. Inga underarter finns listade i Catalogue of Life.